# Carl Friedrich Reichhelm
Carl Friedrich Reichhelm auch Karl Friedrich Reichhelm (* 25. Dezember 1748 in Zehdenick; † 7. März 1825 in Prenzlau) war ein deutscher evangelischer Geistlicher.

## Leben
Carl Friedrich Reichhelm war der Sohn des Justizbürgermeisters und späteren Obergerichtsadvokaten in Prenzlau Johann Friedrich Reichhelm.
Er war verheiratet, die Ehe blieb jedoch kinderlos.
Er besuchte die Lateinschule in Halle und studierte an der Universität Halle Theologie.
1771 wurde er in Prenzlau an der Heilig-Geist-Kirche ordiniert und Diakon an der St. Marienkirche sowie Prorektor des Gymnasiums in Prenzlau. 1787 wurde er Oberpfarrer und Superintendent, bevor er 1795 zum Hauptpastor und zugleich zum Ephorus des Lyzeums befördert wurde.
Er erhielt 1813 zur Unterstützung seiner Aufgaben in der Diözese zwei Schulinspektoren sowie August Adolf Gotthelf Schartow (1781–1847), der ihm im gleichen Jahr als Oberpfarrer und Superintendent nachfolgte, wurde 1818 sein Amtsgehilfe.
Nach seinem Tod vermachte er der Bibliothek der Marienkirche seine Privatbibliothek, die aus etwa 2.000 Bänden bestand.

## Ehrungen und Auszeichnungen
Carl Friedrich Reichhelm wurde anlässlich seines fünfzigjährigen Amtsjubiläums durch den König von Preußen, Friedrich Wilhelm III., mit dem Roten Adlerorden 3. Klasse ausgezeichnet.

## Schriften (Auswahl)
- Von Reizmitteln fur die Jugend zu Fleiß und Tugendsinn. Prenzlau: Ragoczy, 1823.